# DJK Gebenbach

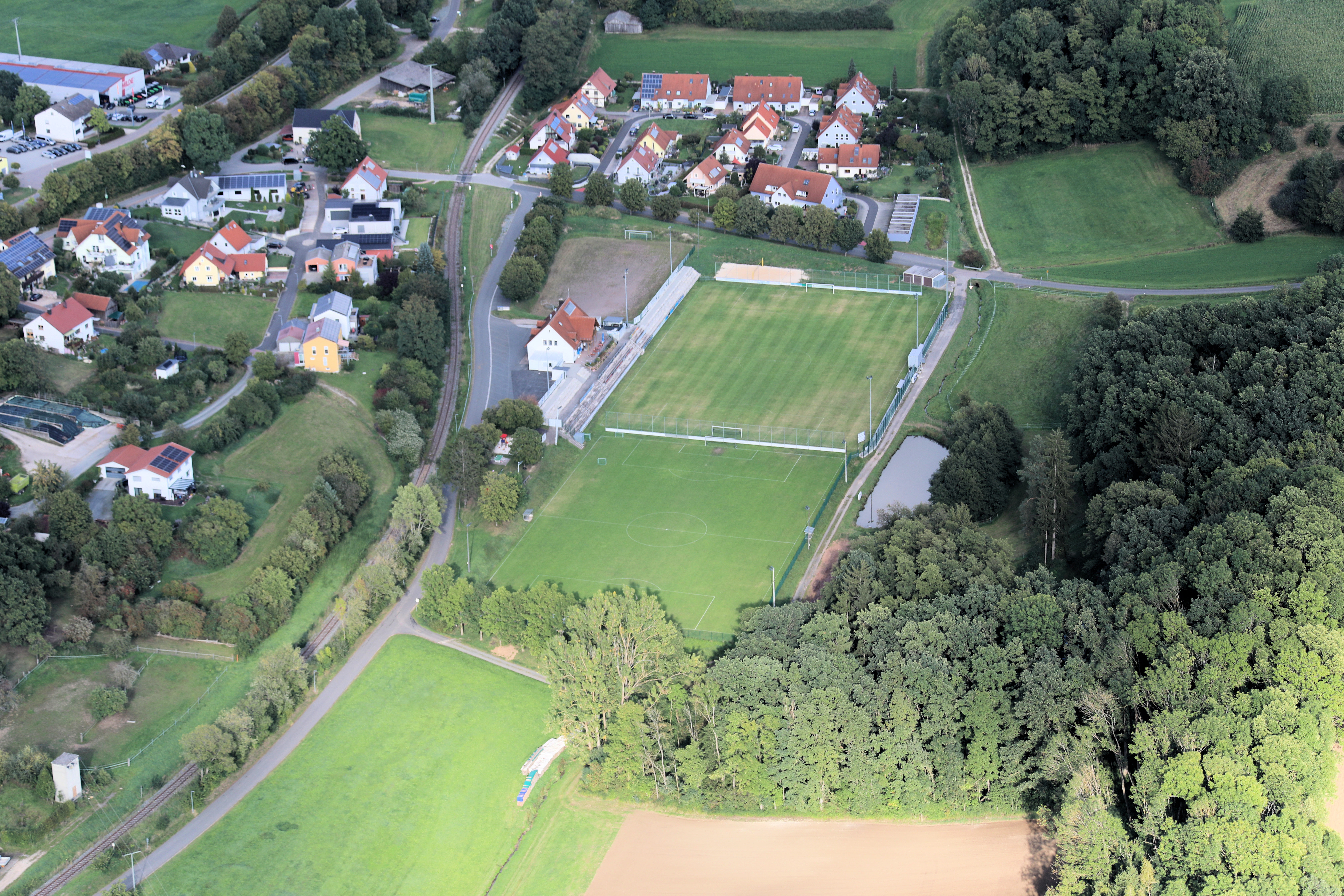
Sportgelände DJK Gebenbach (2023)

Die DJK Gebenbach ist ein Sportverein aus der Oberpfälzer Gemeinde Gebenbach.  Er wurde ursprünglich als Fußballverein gegründet. Heute verfügt er über weitere Abteilungen für Gymnastik und Karate und zählte im Jahr 2010 etwa 550 Mitglieder.

## Geschichte
Der Verein wurde am 16. Juni 1960 durch fußballbegeisterte Mitglieder der Katholischen Landjugend in Gebenbach als reiner Fußballverein gegründet. Zum 1. Vorstand wurde Hochw. Herr Pfarrer Schmidl gewählt, 2. Vorstand war Hans Hofmann, 3. Vorstand Georg Schüsselbauer.
Am 23. September 1976 kam die Gymnastikabteilung, im Februar 2007 die Karateabteilung hinzu.
Nach Jahrzehnten im unterklassigen Fußball stieg die DJK Gebenbach im Jahr 2011 aus der Kreisklasse in die Kreisliga auf. Nach der Kreisliga-Meisterschaft unter Trainer Stefan Steinl in der Saison 2011/12 folgte der Aufstieg in die Bezirksliga.
In der Saison 2016/17 feierte der Verein den Aufstieg in die fünftklassige Fußball-Bayernliga, in der er seitdem in der Nordstaffel antritt. In der Bayernliga belegte die DJK in ihrer Debütsaison den fünften Platz und spielt in der Saison 2018/19 als Vizemeister um den Aufstieg in die Fußball-Regionalliga Bayern. In der Relegation zur Regionalliga konnte man sich weder in der ersten Runde gegen den TSV 1860 Rosenheim noch in der zweiten Runde gegen den TSV 1896 Rain durchsetzen, so dass der Aufstieg verpasst wurde.
In der Saison 2022/23 wurde der Verein erneut Vizemeister der Bayernliga Nord. Erneut scheiterte man in der Aufstiegsrelegation, dieses Mal mit 1:4 zuhause und 1:2 auswärts an der SpVgg Ansbach 09.

## Saisonbilanzen
| Saison | Liga                       | Platz | Spiele | Tore  | Punkte |
| --- | -------------------------- | ----- | ------ | ----- | ------ |
| 2011/12 | Kreisliga Süd              | 1     | 26     | 79:40 | 54     |
| 2012/13 | Bezirksliga Oberpfalz Nord | 6     | 30     | 49:47 | 42     |
| 2013/14 | Bezirksliga Oberpfalz Nord | 4     | 30     | 71:48 | 50     |
| 2014/15 | Bezirksliga Oberpfalz Nord | 1     | 30     | 70:33 | 57     |
| 2015/16 | Landesliga Bayern-Mitte    | 14    | 34     | 51:65 | 43     |
| 2016/17 | Landesliga Bayern-Mitte    | 1     | 34     | 71:32 | 74     |
| 2017/18 | Bayernliga Nord            | 5     | 34     | 76:51 | 64     |
| 2018/19 | Bayernliga Nord            | 2     | 34     | 83:42 | 73     |
| 2019/21 1 | Bayernliga Nord            | 9     | 23     | 48:43 | 32     |
| 2021/22 | Bayernliga Nord            | 7     | 34     | 74:63 | 52     |
| 2022/23 | Bayernliga Nord            | 2     | 34     | 92:47 | 72     |
| 2023/24 | Bayernliga Nord            | 10    | 36     | 80:60 | 52     |
| 2024/25 | Bayernliga Nord            | 16    | 34     | 52:71 | 35     |
| 1 Die Saison 2019/20 wurde im März 2020 aufgrund der COVID-19-Pandemie unterbrochen. Der Bayerische Fußball-Verband beschloss, die Spielzeit ab September 2020 weiterzuspielen, wodurch die Saison bis 2021 verlängert wurde. |                            |       |        |       |        |